# 5월 23일
5월 23일은 그레고리력으로 143번째(윤년일 경우 144번째) 날에 해당한다.

## 사건
- 1430년 - 백년 전쟁: 잔 다르크가 콩피에뉴 전투에서 부르고뉴파 군사에게 붙잡히다. (콩피에뉴 전투)
- 1592년 - 임진왜란: 조선과 일본 사이에 전쟁 발발. (~ 1598년 12월 16일)
- 1706년 - 스페인 왕위 계승 전쟁: 라미예 전투에서 말버러 공작의 동맹군이 프랑스-바바리아 연합군을 격파하다.
- 1846년 - 멕시코-미국 전쟁: 멕시코가 미국에 전쟁을 선포하다.
- 1949년
  - 서독 주들이 헌법을 정하여 독일 연방 공화국을 세우다.
  - 대한민국, 이북5도위원회를 개청하다.
- 1951년 - 중화인민공화국과 티베트 왕국 사이에 십칠조협의 체결. 티베트 왕국이 중화인민공화국에 강제 합병되다.
- 1975년 - 보트피플: 민간 화물선 쌍용호가 베트남 난민 215명을 구조하여 태국 등에 인계하려 했으나 거부되어 대한민국 부산항에 입항하다. 민간 화물선이 보트피플을 대한민국으로 수송한 첫 사례.
- 1984년 - 대한민국의 현대엘리베이터가 미국의 웨스팅하우스와의 합작 설립에 의해 창립되다.
- 1989년 - 대한민국의 최은희·신상옥 부부가 1978년 납북된 지 11년 만에 탈출하여, 노태우 정부의 초청으로 일시 귀국하다.
- 1995년 - 객체 지향 프로그래밍 언어인 자바가 발표되다.
- 2009년 - 대한민국의 제16대 대통령 노무현이 사망하다.
- 2014년 - 미국, 캘리포니아 주립 산타바바라 대학교 캠퍼스 인근 아일라비스타에서 살해 사건이 발생해 7명(범인 포함)이 사망하고 13명이 부상하다.
- 2022년 - 미국이 주도하는 다자 경제 협력체인 인도·태평양 경제 프레임워크(IPEF)가 공식 출범되었다.
- 2024년
  - "왕의 DNA"라는 말로 화제를 일으킨 갑질 사무관에게 정직 3개월의 징계처분이 내려졌다.
  - 경복궁 영추문 담장 주변 낙서를 지시하게 한 주범 30세 남성 강 모씨(이 팀장)가 구속되었다. 그리고 음란물 유포 사이트도 운영하며 아동 성착취물을 게재한 혐의도 받게 되었다.
  - 강원도 인제 훈련병 사망 사건: 강원특별자치도 인제군 12사단 신병교육대 훈련병이 군기훈련을 받다가 사망하는 사고가 발생했다.

## 탄생
- 1127년 - 고려의 제18대 임금 의종. (~1173년)
- 1208년 - 영국의 정치인 제6대 레스터 백작 시몽 드 몽포르. (~1265년)
- 1330년 - 고려의 31대 국왕 공민왕. (~1374년)
- 1707년 - 스웨덴의 식물학자 칼 폰 린네. (~1778년)
- 1734년 - 독일의 의사 프란츠 안톤 메스머. (~1815년)
- 1900년 - 독일의 정치가 한스 프랑크. (~1946년)
- 1903년 - 대한민국의 교육인, 기업인 장학엽. (~1985년)
- 1908년
  - 미국의 물리학자 존 바딘. (~1991년)
  - 일본의 슈퍼센티네리언 이토오카 토미코. (~2024년)
- 1915년 - 대한민국의 극작가 함세덕. (~1950년)
- 1921년 - 미국의 소설가 제임스 블리시. (~1975년)
- 1933년
  - 대한민국의 작가 신봉승. (~2016년)
  - 영국의 배우 조앤 콜린스.
- 1935년
  - 대한민국의 의학자 겸 고위공무원 김모임. (~2024년)
  - 대한민국의 전 신문기자 강승훈.
- 1943년 - 대한민국의 종교인 이재록. (~2023년)
- 1946년 - 중화인민공화국의 장관 리톈위. (~2024년)
- 1947년 - 대한민국의 배우 백인철.
- 1950년 - 대한민국의 희극인 김병조.
- 1952년 - 영국의 사진작가 마틴 파.
- 1953년 - 대한민국의 바둑 기사 이동규.
- 1954년
  - 대한민국의 전 야구 선수, 야구 감독 김재박.
  - 대한민국의 가수 고정숙, 고재숙. (바니걸스)
  - 일본이 정치인 시모무라 하쿠분.
- 1955년 - 대한민국의 정치인 김우남.
- 1958년 - 대한민국의 정치인 김성태.
- 1960년 - 대한민국의 성우 이선주.
- 1966년
  - 칠레의 축구인 호세 레텔리에르.
  - 대한민국의 영화감독 곽경택.
  - 대한민국의 정치인 김윤덕.
- 1969년
  - 대한민국의 야구 선수 김기태.
  - 대한민국의 배우 손종범.
  - 대한민국의 연극 배우 황정민.
- 1970년
  - 대한민국의 장기 기사 김경중.
  - 미국의 음악가 맷 플린. (마룬 5)
- 1971년
  - 대한민국의 가수 도민호. (~2017년)
  - 대한민국의 뮤지컬 배우 정영주.
- 1972년 - 대한민국의 희극인 전영미.
- 1973년
  - 대한민국의 배우 김성수.
  - 대한민국의 배우 최문수.
  - 러시아의 유도 선수, 삼보 선수 스베틀라나 갈랸트.
- 1974년 - 홍콩의 영화배우 양채니.
- 1975년 - 대한민국의 야구 선수 김성식.
- 1977년 - 미국의 배우, 모델 크리스찬 몬존.
- 1978년 - 러시아의 체조 선수 알렉세이 본다렌코.
- 1979년
  - 대한민국의 배우 권해성.
  - 대한민국의 기자 김나나.
- 1980년
  - 그리스의 축구 선수 테오파니스 게카스.
  - 일본의 야구 선수 구보 유야.
- 1981년 - 독일의 정치인 야니네 비슬러.
- 1982년 - 마케도니아의 축구 선수 스테비차 리스티치.
- 1983년 - 영국의 싱어송라이터 하이디 레인지.
- 1984년 - 대한민국의 키보디스트 임호재.
- 1985년
  - 대한민국의 야구 선수 김성계.
  - 대한민국의 축구 선수 조영준.
- 1986년
  - 미국의 영화 감독 라이언 쿠글러.
  - 대한민국의 시인 박성준.
- 1987년
  - 미국의 프로레슬링 선수, 배우 브레이 와이엇.
  - 대한민국의 전 야구 선수 김정훈.
- 1988년
  - 대한민국의 배우 예정화.
  - 대한민국의 배우 강소연.
- 1989년 - 대한민국의 싱어송라이터, 가수 Bedroom.
- 1990년
  - 대한민국의 모델, 필라테스 강사, 유튜버 심으뜸.
  - 대한민국의 배우 이재균.
- 1991년
  - 대한민국의 배우 강훈.
  - 대한민국의 쇼트트랙 선수 한승수.
- 1992년
  - 대한민국의 배우 연지해.
  - 대한민국의 전 축구 선수 김재하.
  - 대한민국의 뮤지컬 배우 서경수.
- 1993년
  - 대한민국의 스타크래프트 프로게이머 이정환.
  - 멕시코의 역도 선수 아레미 푸엔테스.
- 1994년
  - 대한민국의 가수 칸토 (트로이).
  - 이라크의 축구 선수 두르감 이스마일.
  - 대한민국의 스켈레톤 선수 윤성빈.
- 1995년
  - 대한민국의 가수 김상균 (탑독, JBJ).
  - 대한민국의 피겨 스케이팅 선수 감강찬.
- 1996년
  - 튀르키예의 축구 선수 찰라르 쇠윈쥐.
  - 대한민국의 유튜버 히밥.
- 1997년
  - 대한민국의 가수 최언서.
  - 대한민국의 기타리스트 황소윤.
  - 일본의 성우 타나베 루이.
  - 잉글랜드의 축구 선수 조 고메즈.
- 1998년
  - 대한민국의 축구 선수 이정택.
  - 중국의 배우 쑹쭈얼.
- 1999년 - 대한민국의 배우 최효주.
- 2003년 - 대한민국의 축구 선수 이영준.
- 2006년 - 대한민국의 배우 송승환.
- 2015년 - 대한민국의 아역배우 노하연.

## 사망
- 1125년 - 신성로마제국의 황제 하인리히 5세. (1086년~)
- 1592년 - 조선의 이조판서-찬성 송상현. (1551년~)
- 1857년 - 프랑스의 수학자 오귀스탱 루이 코시. (1789년~)
- 1906년 - 노르웨이의 극작가 헨리크 입센. (1828년~)
- 1916년 - 대한민국의 독립운동가 임병찬. (1851년~)
- 1937년 - 미국의 사업가이자 엑슨모빌의 창업자 록펠러. (1839년~)
- 1945년 - 나치 독일의 SS 친위대 전국지도자 하인리히 히믈러. (1900년~)
- 1960년 - 대만의 정치가 옌시산. (1883년~)
- 1999년 - 캐나다의 프로레슬링 선수 오언 하트. (1965년~)
- 2005년 - 대한민국의 기업인 박성용. (1932년~)
- 2007년 - 대한민국의 아나운서 송인득. (1958년~)
- 2009년 - 대한민국 제16대 대통령 노무현. (1946년~)
- 2010년
  - 미국의 야구인 호세 리마. (1972년~)
  - 대한민국의 가수 임종환. (1964년~)
- 2011년 - 대한민국의 아나운서 송지선. (1981년~)
- 2013년
  - 이집트 태생 프랑스의 싱어송라이터 조르주 무스타키. (1934년~)
  - 독일의 명목상의 모리츠 폰 헤센. (1926년~)
- 2015년 - 미국의 수학자이자 노벨 경제학상 수상자 존 포브스 내시. (1928년~)
- 2017년 - 영국의 영화배우 로저 무어. (1927년~)
- 2018년 - 대한민국의 야구인 김경남. (1959년~)
- 2019년 - 대한민국의 정치인 허창옥. (1963년~)
- 2020년 - 일본의 프로레슬링 선수 기무라 하나. (1997년~)
- 2022년
  - 대한민국의 정치인 이기원. (1952년~)
  - 대한민국의 의료인 김익동. (1930년~)
- 2024년
  - 미국의 영화 감독, 프로듀서, 작가 모건 스펄록. (1970년~)
  - 대한민국의 디자이너 석금호. (1955년~)
- 2025년 - 브라질의 사회주의자 세바스티앙 살가두. (1944년~)

## 기념일
- 부처님 오신 날 - 1988년, 2064년
- 세계 거북이의 날(World Turtle Day)
- 노동절: 자메이카
- 키스데이: 일본

## 같이 보기
- 전날: 5월 22일 다음날: 5월 24일 - 전달: 4월 23일 다음달: 6월 23일
- 음력: 5월 23일
- 모두 보기